# 最终幻想XIII-2
《最终幻想XIII-2》是史克威尔艾尼克斯製作並於2011年发行的电子角色扮演游戏，總計有PlayStation 3、Xbox 360版和其後2014年移植的Windows版。本作為2009年的《最终幻想XIII》之后传，新的水晶故事子系列旗下作品。《XIII-2》使用了自前作修改的系统，包括快节奏的战斗系统以及可控制角色使用何種能力的“陣式轉換”系统，與可扑捉怪物参加战斗的新系统。游戏大量使用了时间旅行元素，允许玩家在同时异地或异时同地间跳跃。前作主人公雷霆迷失至未知的世界，其妹塞拉·法隆以及新角色年轻獵人诺艾尔·克莱斯為寻找雷霆开始旅程。
《最终幻想XIII-2》大约从2010年3、4月开始研发，耗時至少一年半。游戏在2011年1月史克威尔艾尼克斯第一制作部首映上發布消息。许多前作的关键开发人员在本作中担任相同职务，同时开发商tri-Ace协助游戏设计、美工和程序开发。开发团队想要全方位超越《最终幻想XIII》，并使剧情较前作更为神秘隐晦。游戏以《最终幻想XIII》的阵式切换战斗系统为基础，并弱化了前作线性流程的设计。
《最终幻想XIII-2》获得日本評論媒体的高度評價，歐美电子游戏媒体人則給予一般正面的评价。虽然游戏系统、图像表現與避免情节過於线性获得赞扬，但主軸劇情则被批评為无力。游戏已在全球售出約340万套。续作《雷霆归来 最终幻想XIII》于2013年11月在日本和台港发行，2014年2月在北美和欧洲发行。

## 游戏玩法

### 一般操作
如同《最终幻想XIII》，玩家以第三人称视角直接控制屏幕上的角色，同游戏中人物、对象和敌人互动。玩家还可以围绕角色360°旋转视角镜头。《最终幻想XIII-2》有普通和简单模式。和早期最终幻想游戏那种漫画式，角色在缩小式地图漫游不同，本作全部区域的地图都和角色呈真实比例。玩家可以通过步行或乘陆行鸟——系列中例行出现的不能飞的大鸟——在世界移动。游戏世界分为多个区域与时期；玩家可以到达一个区域的不同时期，或是同时期的不同区域。比如，玩家可以到达AF 200和400年的奥尔芭，或是AF 300年的桑雷斯水乡和阿揭斯塔。因为游戏中的剧情，一些区域有自己的平行版本；比如同年的新都學院城存在两个版本，当剧情发展到一定程度后就可以到达第二个版本。区域间通过玩家可穿越的时空门连接。游戏区域间以分支而非单线连接。当剧情发展到特定时间，或是获得特殊可选道具后，新区域就会解锁，玩家可以随时在开锁区域间转移。
当玩家到达之前去过的区域时，会在他们最后访问的地点出现。当玩家获得道具逆向锁后，就可以将区域退回到原状态再玩一次；区域可以随时再次解锁。和前作不同，当玩家进入时空门，或是剧情发展到关键时刻，游戏就会自动保存。玩家也可以随时手动存档。和在存档处进入商店的《最终幻想XIII》不同，玩家可以从游戏各处出现的角色巧可莉娜处购入道具。游戏的数据日志有怪兽图鉴和关于《最终幻想XIII-2》世界的杂项信息。当和角色对话时，游戏可能会开始Live Trigger系统，即玩家需要从几个选项中选择回应；这些对话选项多无法复验。游戏中偶尔出现时序裂缝——玩家必须完成解密，关闭裂缝并继续游戏。

### 战斗系统
《最终幻想XIII-2》战斗系统称作指挥协同战斗系统，和系列之前游戏的即时战斗（ATB）系统几乎相同。在该系统中，玩家通过菜单从攻击、能力或道具等行动中选择其一。行动需消耗一定槽数的ATB条，同时ATB条会以恒定速度不断将槽填满。攻击种类包括近战肉搏或区域魔法攻击；而魔法除了攻击外，还可以发动治愈或提供给防护能力。ATB条槽数随着游戏推进会从3增加到6。玩家可选择任何不高于最大槽数的行动，或是不等ATB条填满，直接发动当前ATB槽数下可执行的行动。玩家可选择自动战斗命令，将行动选择交给电脑控制。行动无法用于战斗之外，角色的生命值在战斗后会完全恢复。玩家可以在战斗中途选择重新战斗。在一些遭遇战中，玩家会遇到名为Cinematic Action的快速反应事件，玩家可能借此打出高伤害或结束某些战斗。
和《最终幻想XI》到《XIII》显示在地图上的明敌不同，《最终幻想XIII-2》的敌人如同前十部最终幻想本传，都是随机出现的。怪物出现后的一定时段内，玩家可以攻击获得战斗加成；这一最佳时间过去后，怪物开始攻击玩家并进入正常战斗，如果战斗开始时间过长，玩家就无法选择重新战斗。当战斗开始时，屏幕就从普通地图切换为《XIII》那样的独立战斗屏幕。战斗可以使用三名角色——两名主角和一个怪物。怪物必须扑捉后才能在战斗中使用，游戏有约150种可收集怪物。扑捉怪物的行动如同主角，但可以发动增加怪物扑捉的几率“feral link”攻击。玩家可以随时选择直接控制两主角中的一人；另一角色和怪物则由游戏的人工智能（AI）控制。
每个敌人都有连锁计量器，计量器起始值为百分比100，当敌人受到物理或魔法攻击后就会上升。不同攻击效果有异；一些攻击会大幅提升连锁，一些则会减缓连锁计量器复位到百分比100的时间。攻击伤害值等于其本身对敌伤害值与连锁百分比的乘积。当连锁值到达预定数值后，敌人就会进入崩溃状态，不同敌人预定数值不同。崩溃模式下，敌人防御力降低且易被击中，有时敌人还会被击入空中，防止他们的攻击并停止其ATB槽恢复。
阵式系统可让玩家编排六个不同的职能，让玩家在战斗中依据特定情况，选择的角色队形。六个职能为：战士类型的攻击者；黑魔导士类型，使用伤害类魔法的破坏者；白魔导士类型，使用治愈和不良状态恢复魔法的回复者；使用不良状态魔法削弱敌人能力的阻碍者；通过增益魔法提升队友能力的支援者；以及如同圣骑士，具有保护和防卫能力的防御者。两名主角最初各有三种职能，但之后随着游戏进行，他们可以学习其它职能。无论在战斗内外，玩家都可改变所控角色和AI角色的职能，这是玩家在战斗中唯一能控制AI角色的方法。战斗时，玩家只能在战斗外预先设定好阵式中选择切换。怪兽只有一种职能；玩家切换阵式时会换成其它怪兽。玩家可以至多选择三个怪兽，在战斗外编排出期望使用的阵式。在《最终幻想XIII-2》中，玩家不能像《最终幻想XIII》主角那样召唤出幻兽。

### 水晶盘
水晶盘等级和成长系统继承自《最终幻想XIII》，但又有所改变。该系统使用星座风格表示角色武器和驯服的怪物，并以大小水晶节点组成，该系统从游戏开始即可访问。水晶盘系统可用于各个怪兽和阵式职能。通过战斗可以获得水晶点，并以此发展水晶盘、解锁获得额外生命值、魔法或力量，或增加新能力和配饰栏位的分节点。而怪兽则使用敌人掉落的道具来解锁发展。

## 剧情

### 设定
《最终幻想XIII-2》延续了《最终幻想XIII》的故事，但如同系列惯例，和之前其他全部最终幻想游戏都无关。在《XIII》中，神一般的物种法尔希将一个六人的团队——即游戏主角——变成路希（路希会从法尔希处获得魔力和幻视，并在有限时间内完成法尔希分配的任务），希望他们发动世界末日。六人的任务是，让名为茧的浮空球体坠向叫做大脉冲的下世界，杀死茧中的全部人类。在游戏结局，两名路希化成水晶柱支撑着茧，阻止了灾难。
《最终幻想XIII-2》开始于《XIII》结局的三年后。因茧在《XIII》尾声中坠落，其政府圣府倒台，在《XIII-2》开始时，大多数茧的居民都搬迁到大脉冲，一些人获得了魔力。在游戏过程中，名为学院的科学机构成为新的过渡性政府。《XIII-2》从AF 3年（AF是茧坠落后的新纪年）开始，但剧情因穿越不同的时空，会在数个不同的时间跳跃，不同地点甚至还有平行版本。游戏大多情节发生于大脉冲和茧内部这两个主要地点。但此外还有：处于两个时间之间，虚空的時空狹縫；以及时间的尽头英烈祠，女神艾特罗在此抑制能破坏时间轴的暗能量混沌。

### 角色
和前作相反，《最终幻想XIII》主人公雷霆仅为配角和游戏主旁白。两名玩家主角为雷霆的妹妹塞拉·法隆和来自遥远未来的年青男子诺艾尔·克莱斯，塞拉也是游戏的副旁白。在本作扮演重要角色的前作主角有：担任学院主任的霍普·埃斯特海姆；法隆的未婚夫，动身为塞拉寻找雷霆的斯诺·维利亚斯。前作其他三名主角奥尔芭·黛亚·香草、奥尔芭·云·芳和薩茲·卡茲羅伊则客串登场。游戏使用了三名新角色：主要反派凯厄斯·巴拉德，获得全知艾特罗之眼的女预言家帕朵拉·努思·幽儿，以及担任霍普助手的女孩艾丽莎·赛德。另一配角则为雷霆请诺艾尔交给塞拉的“护身符”莫古利。

### 情节
游戏开始于AF 3年，塞拉所居住的脉冲城镇受到怪物攻击。一名叫诺艾尔的陌生人出现帮助和怪物战斗，他自称是来自AF 700年的时间旅行者。他称自己通过英烈祠来到塞拉所在的时间，并在那里遇到守护虚弱艾特罗的宝座的雷霆。因为雷霆被传送到英烈祠，大家有关她从茧坠落后的记忆都被抹消，悖论在各个时间爆发，扭曲了时间轴。塞拉和诺艾尔动身离开自己所在的时间，通过转移道具和怪兽解决这些悖论，并纠正时间轴；塞拉希望找到姐姐，而诺艾尔希望改变他那荒凉的未来。他们在AF 5年解决了茧的悖论，遇见并帮助了学院人员阿丽莎——《最终幻想XIII》开始情节中圣府残杀行动“净化”的幸存者。
他们继续旅行来到AF 10年的遗迹都市帕朵拉，并遇到了学院主任霍普，及其助手阿丽莎。他们还发现一名帕朵拉女预言家——据说在数百年前已经灭亡——的预言记录，其中一个预言显示雷霆在英烈祠。帕朵拉被日蚀笼罩，但诺艾尔说这几个世纪中不应该出现日蚀。在塞拉和诺艾尔解决导致日蚀的悖论时，他们遇见了来自AF 700的诺艾尔认识的凯厄斯·巴拉德，以及一名和诺艾尔在未来认识的完全相同的女孩幽儿，凯厄斯反对他们的任务。在解决悖论后，未出现日蚀的另一重时间轴出现了。修正后的预言显示凯厄斯在英烈祠和雷霆作战，以及支撑茧的水晶柱倒塌。诺艾尔称这大约发生在AF 400年，这灾难毁灭了人类和世界，最终未来只剩下他一个人类。塞拉和诺艾尔继续前进，而霍普和阿丽莎则研究阻止水晶柱倒塌的方法。
在AF 300年的茧中，两人遇到了和溶解水晶柱巨大怪物作战的斯诺。在解决悖论后，茧的坠落被推迟到了AF 500年，斯诺因另一重时间扭曲再次消失。随后两人到达AF 400年大脉冲的新都学院城，他们被城市的AI攻击，AI称他们在AF 200年就被杀死。来到AF 200年后，他们发现为重新让茧浮空而人造的法尔希攻击其创造者并取代了政府。在解决悖论后，诺艾尔和塞拉前往平行的AF 400年新都学院城。在这个世界中，两人再次遇到霍普和阿丽莎，他们通过睡在衰减时间流动的胶囊中到达这个时间。他们解释了通过机械让茧浮空拯救人类的新计划，并请塞拉和诺艾尔前往AF 500年新都学院城帮忙。他们被阿丽莎的背叛（阿丽莎存活是悖论，修正时间轴后她就会消失），困在了凯厄斯的梦之世界。在被困入梦之世界之前，塞拉遇见了幽儿的灵魂，她解释道她是帕朵拉女预言家，在历史中不断转世，而获得艾特罗心脏的凯厄斯则是她永生的守护者。
幽儿解释道，每一次改变时间轴，都会缩短她的生命；凯厄斯因重复看到她的死亡，想通过解放英烈祠的混沌来毁灭所有时间，终结这一过程。塞拉得知她也有同样的力量，每次改变时间同样冒着死亡的危险。塞拉打破了自己梦之世界，并将诺艾尔从梦中解放；在诺尔埃的梦世界，塞拉得知在幽儿死亡和凯厄斯去英烈祠后，他是最后一个人类了。在和雷霆短暂碰面后，二人前去AF 500年新都学院城，并由此到达英烈祠和凯厄斯交战。在击败他时，他称他打败了雷霆，并借诺艾尔的剑刺穿了自己的心脏，杀死了虚弱的艾特罗。在一行回到AF 500年新都学院城时，新茧“Bhunivelze”升空，支撑旧茧的香草和云·芳获得解放，塞拉则因未来的变化而在诺艾尔和霍普面前死亡。就在同时，天空爆发出黑云，被艾特罗抑制的混沌自由释放出来。之后显示水晶化的雷霆坐在艾特罗神殿的宝座上。如果玩家完成游戏的全部可选分支，就会看到凯厄斯在宝座的追加场景，他称女神永远消失了，而他和幽儿可以从“诅咒”中解脱出来开始新的生活。

## 开发

### 制作

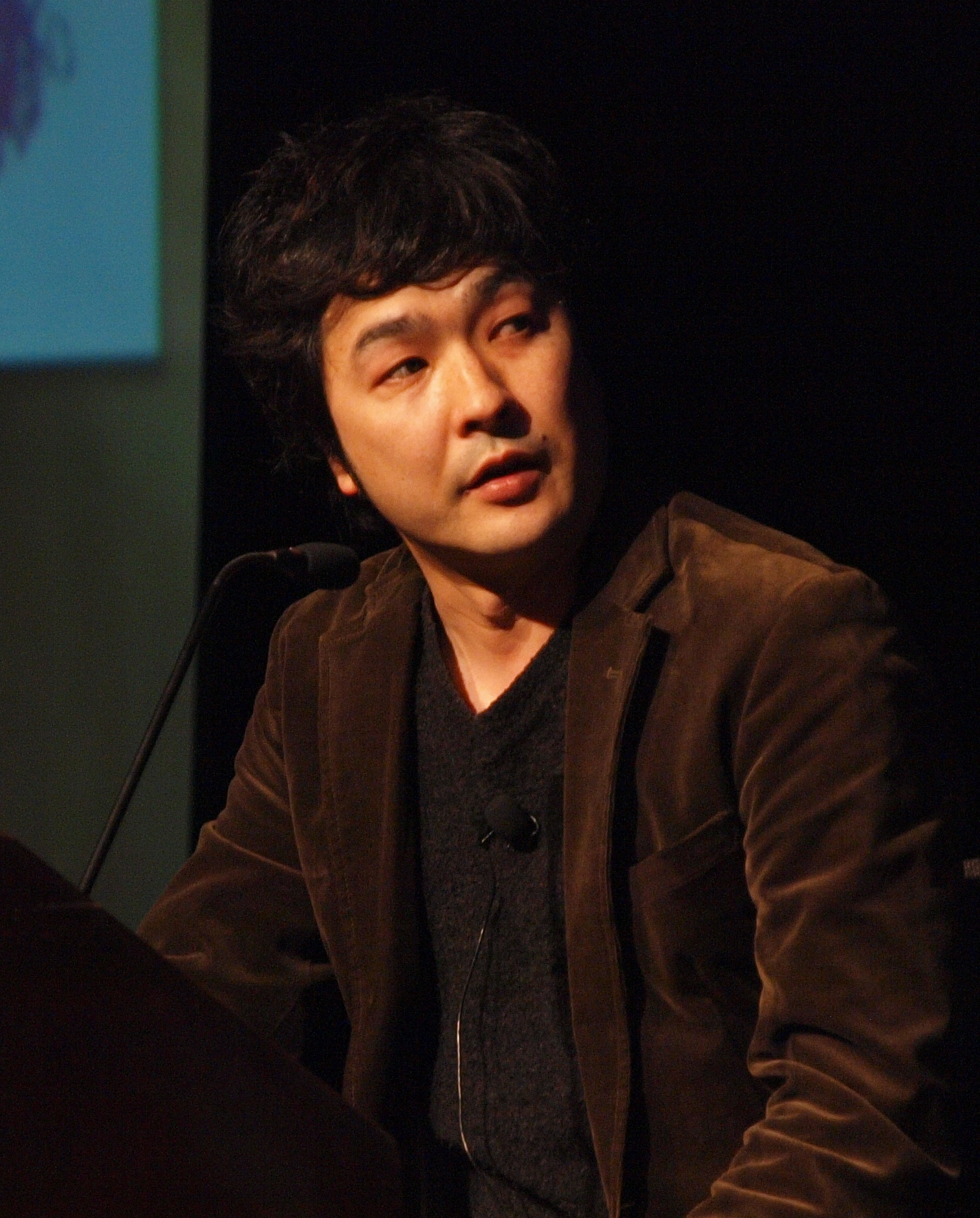
总监鸟山求，摄于2010年游戏开发者大会

《最终幻想XIII-2》大概在2010年三四月开始开发，耗时至少约一年半。游戏由新的水晶故事 最终幻想、纷争 最终幻想和王国之心系列开发团队——史克威尔艾尼克斯第一制作部——负责。《最终幻想XIII》许多关键职员依然担任相同职务：鸟山求为总监、北濑佳范为制作人、野村哲也负责角色设计、上国料勇担任艺术总监。
因公司性引擎水晶工具的同时设计使《最终幻想XIII》开发陷入困境，使人们重新思考了史克威尔艾尼克斯高预算游戏的生产流程。对于《最终幻想XIII-2》，团队向欧洲子公司Eidos咨询，来更紧密适应西方游戏开发方式。因此为更好的监督工作人员进度，团队引入了月度时间表和项目里程标。此外有别于前作，《最终幻想XIII-2》并非完全由内部开发；日本工作室tri-Ace签约协助游戏设计、美工与程序部分。此举可将参与游戏的内部职员数控制在低水平。为使使团队组织更加结构化，外部开发商的工作预先经过筹划且划分明确。制作中通过概念视频和频繁的游戏测试，时常保障员工并将游戏控制于原始设想内。
虽然《最终幻想XIII》销量很高，但却在多个方面受到批评。不满包括游戏太过线性，和非玩家角色互动不充分，同时小游戏和解谜元素不足。为此开发者在续作中引入时间穿越系统、众多来自非玩家角色的支线任务，以及赌场小游戏区，意图解决这些批评。游戏环境加入了更多探索元素，为了纠正《最终幻想XIII》外观设定过于人造做作的缺点，美工师获得了更多自由，如在游戏场所加入自己的理念。虽然开发人员明确回应了批评，但他们认为续作的变化补充是依玩家所期望的《最终幻想XIII》而做，并非撤回《XIII》带给系列的变化。

### 编剧
鸟山最初构思的情节并非《最终幻想XIII》后传，而是发生在情节900年后。但在创作两个时代间的背景故事时，他决定制作一款围绕时间旅行的游戏。鸟山表示，他希望“创作一个雷霆有朝一日获得真正幸福的故事”，他认为她在《最终幻想XIII》尾声的情感模棱两可。他还想“看到塞拉成为活跃角色”，而她在前作剧情中因化为水晶而无法扮演这种角色。编剧渡邊大祐考虑如何在续作中继续叙事。永岛惠美，笔名映岛巡，曾为《最终幻想XIII》编写中篇小说，在开发初期协助构想《最终幻想XIII-2》剧情。
故事并非一整篇故事故事，而是像电视连续剧那样分成小“剧本篇章”。当游戏在公司内部以暂定名《最终幻想XIII 第2季》提出时，这就有所显现。与《最终幻想X-2》比《最终幻想X》更开朗幽默不同，工作人员希望《最终幻想XIII-2》的整体色调比前作更暗更神秘。在原剧本中，塞拉和莫古利独自旅行。但北濑佳范认为他们的对话“很娘娘腔，几近矫揉造作，有写过了”，导致了非常类似于从《X》到《X-2》的基调变化。他们为解决此问题，在故事中加入了角色诺艾尔。渡边认为给游戏的两角色团队编剧非常困难。因无法像群戏那样展示丰富的个性特征，他必须确保塞拉和诺艾尔的对话不存在重复或不切实际的问题。开发团队认为《最终幻想XIII》中“路希”和“法尔希”等陌生概念和术语太难理解，故没有在续作中使用它们。最初有通过地点英烈祠联系《最终幻想 零式》情节的计划，但后来放弃。

### 美工设计
鉴于《最终幻想XIII-2》比前作更暗的色调，艺术总监上国料勇决定以超现实主义为图形的主题。上国料将萨尔瓦多·达利和乔治·德·基里科的作品作为视觉参考，并帮助获得照相写实主义和幻想般超现实主义间的平衡。和《最终幻想XIII》不同，游戏时间表对于小规模前期制作要求更严格。因此上国料以照片代替自绘图，为其他工作人员解释他的设定理念。例如，上国料用古巴首都哈瓦那断壁残垣的照片展示英烈祠的外观灵感。角色设计责任分给了多人：野村哲也设计新旧主角的面孔，而服装则由其它艺术家完成。上国料依据野村的轮廓草图和建议，绘制雷霆的最终版本。直良有佑负责塞拉、诺艾尔和凯厄斯的服装，皆叶英夫负责幽儿、阿丽莎和成年霍普的服装。松田俊孝在收到设计可爱吉祥物角色莫古利的请求后，设计了角色莫古。

### 音乐

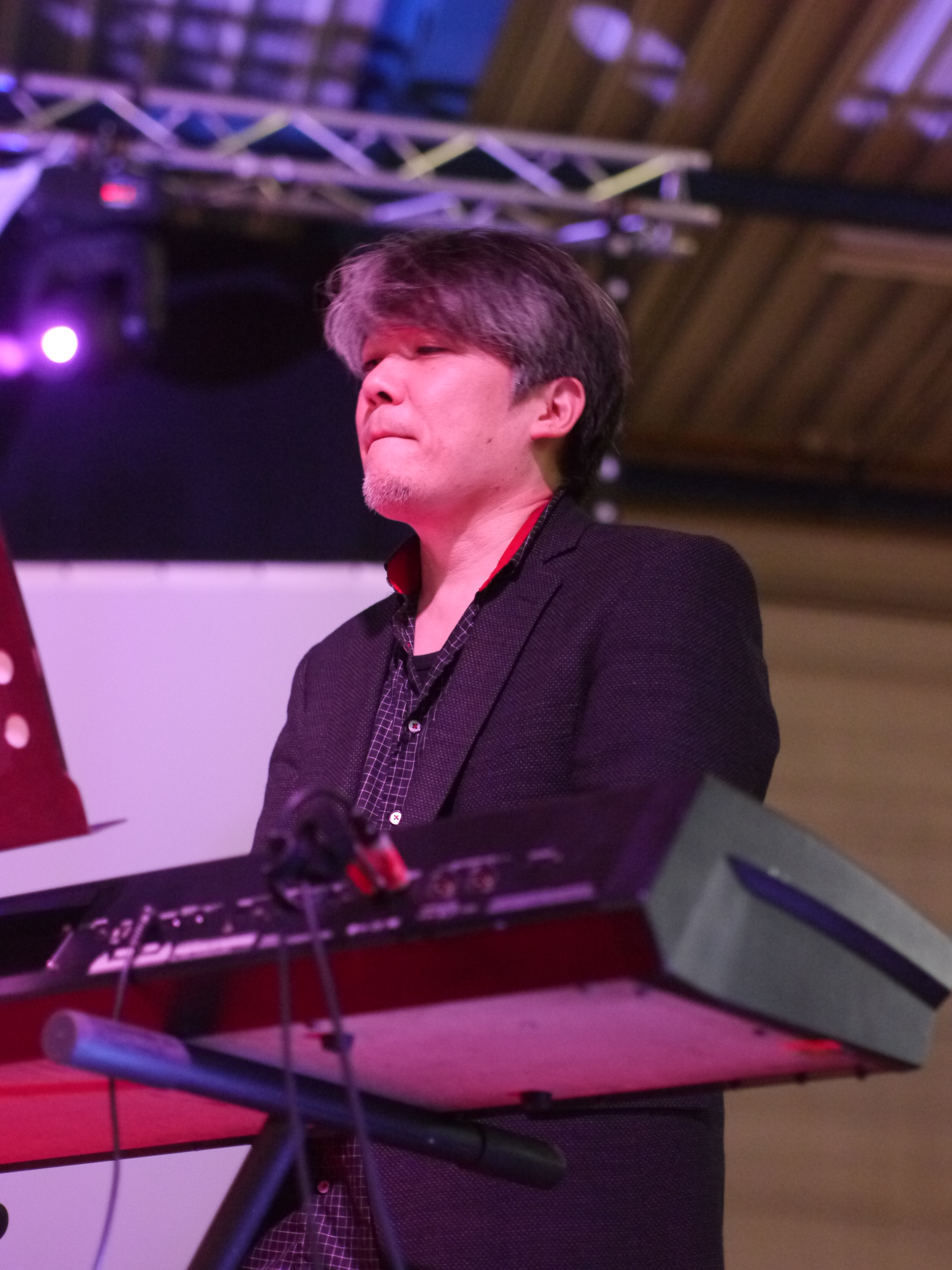
作曲家滨涡正志，摄于2012年

《最终幻想XIII-2》由滨涡正志、水田直志和铃木光人作曲。河盛庆次统筹三位艺术家，保证其风格配合紧密。作为《最终幻想XIII》唯一作曲者的滨涡谱写了约四分之一的游戏曲目，铃木也谱写了约四分之一，剩下约一半由水田谱写。在此之前，水田曾为《最终幻想XI》作曲，铃木则担任多部史克威尔艾尼克斯游戏的音频总监，并担任《XIII》的编曲。游戏总监鸟山求希望游戏原声较《最终幻想XIII》更多样化。因此游戏由三名作曲而非滨涡独自完成。鸟山还希望音乐音效“更前卫”且声乐更多，故其听起来“不像传统最终幻想作品”。音乐使用了多种多样的流派，从管弦乐和电子乐到说唱乐、嘻哈、放克爵士和金属。
在游戏发行后，史克威尔艾尼克斯又于2011年发行了四碟装原声专辑《最终幻想XIII-2原声音乐》，并在2012年发行收录游戏编曲和备选版曲目的专辑《最终幻想XIII原声音乐Plus》。游戏PlayStation 3版主题曲《约定的场所》（約束の場所）是歌手福井舞2011年单曲，英语版游戏主题曲《New World》由夏芮丝·本贝克演唱并收录于西方版游戏中，歌曲收入她的2012年专辑《Infinity》。评论给予专辑正面评价，称赞了曲目多变的风格与质量。数个评论认为这可能是水田当时最好的作品。评论对编曲专辑的观点褒贬不一，认为数首曲目仅仅是原曲目的劣质版。两张专辑和单曲都登上了日本公信榜，原声音乐专辑最高达到第13名，并在榜单停留8周。

## 行销
《最终幻想XIII-2》最早在《最终幻想XIII》发行三个月后的2010年1月提到。北濑佳范在采访中称“如果我们做《XIII-2》，我们可以将我们全部注意力转移到这个故事上，并细化我们已经建立的内容”。鸟山在2010年10约的《Ultimania Omega》配套书中称他希望延续这个故事。两个月之后，野村展示了一张绘有雷霆的图，上面附有文字“他一定不会被遗忘”。2011年1月11日，史克威尔艾尼克斯通过代理公司注册了FinalFantasy13-2game.com域名，史克威尔艾尼克斯之前还通过此公司为其它几款未公布游戏注册了网站。史克威尔艾尼克斯第一制作部部长于2011年1月18日在东京正式公布了《最终幻想XIII-2》的消息。预告片展示了装备铠甲的雷霆，在挥动武器和当时尚未公布名称的凯厄斯对战。在日本的促销活动中，日本歌手大岛优子获选成为官方测试玩家团十三名的组长。
如同《最终幻想XIII》，《最终幻想XIII-2》依然主要由索尼电脑娱乐亚洲汉化。北濑佳范表示，前作中文版与日版发行有六个月的时间差，《最终幻想XIII-2》会尽可能缩短这段时间差；最終繁體中文版於2012年1月，即日版發行不到兩個月後，與美版同時發行。遊戲PlayStation版由索尼電腦娛樂亞洲代理，Xbox 360版由南夢宮萬代代理。
游戏有追加下载内容（DLC），可下载内容包括服装、武器、装饰品、剧本、可招募怪兽及小游戏。虽然《最终幻想XIII》最初曾计划推出DLC，但却并未实现。对于《最终幻想XIII-2》，团队在开发伊始，就设计规划好了包括DLC在内的游戏扩展内容。拥有《最终幻想XIII》存档数据的玩家可以解锁额外的壁纸（PlayStation 3）和玩家图片（Xbox 360）。在游戏后发行的DLC包括武器、装饰和怪物。游戏发行后发行的下载内容还有《最终幻想XIII 遗失报告》，其中包括以游戏非玩家角色视角回顾的《最终幻想XIII》的剧情，以及另外三名角色的可下载剧本：展示斯诺命运的《無窮的鬥技場》；讲述萨兹如何到达AF 500年新都學院城的《正面还是背面》；以及讲述雷霆和凯厄斯战斗，并解释雷霆怎样在主线剧情结尾变成水晶的《女神的镇魂歌》。

## 评价
《最终幻想XIII-2》首周在日本售出52.4万份，PlayStation 3版成为是周同平台最畅销的游戏。Xbox 360版只排到第48位。虽然游戏很畅销，却明显低于其前作首周150万的销量。截至2011年底，游戏累计售出69.7万套，是日本当年第5畅销游戏。游戏销量仅次于四款掌上游戏机游戏，是日本当年最畅销的电视游戏机游戏。在日本亚马逊，游戏是2012年上半年最畅销的电视游戏。游戏在美国成为2012年2约第二畅销游戏，僅次於《使命召唤：现代战争3》，在英国则成为2012年2月最畅销游戏。截至2012年6月，游戏在亚洲（台港和韩国）售出15万套，是当时《最终幻想XIII》亚洲销量的一半。游戏已在全球售出約340万套。
《最终幻想XIII-2》获得日本评论员的极高评价，得到日本杂志《Fami通》和《电击PlayStation》的满分评价。《Fami通》编辑吉田乱舞称游戏“感觉与其前作非常不同”“很容易让你自己迷失在变化中，并重新完成你以前完成的区域”。助理编辑藤原德宏称“设定和呈现太棒了，人们对第一作提出的问题——线性，没有要素的游戏性——都已成过去。你一开始就会立刻沉于游戏，而且非常容易进入剧情”。
在日本以外，游戏通常获得积极评价，评论主要聚焦于自前作的变化。评论普遍称赞圖像表現。《Edge》的评论认为场景“令人彻底入迷”，并称“视觉和音频设计美妙”，GameSpot的凯文·瓦诺德称赞游戏图形靓丽且视觉效果多样。但1UP.com的杰里米·帕里什则持不同观点，他称游戏美工“标志着由《最终幻想XIII》光彩壮美丽的退步”。媒体对音乐的评价褒贬不一；帕里什称音乐很棒，并称赞了音乐的独特风格，但Eurogamer的西蒙·帕金则认为音乐“缺乏一致的方向”，曲目常常和场景不相匹配。Destructoid的戴尔·诺斯认为原声“变化惊人且乐趣无穷”，并预言最终幻想音乐的“传统主义”爱好者正因不同的新风格而不会喜欢它。
游戏系统普遍获得好评，许多评论提到，游戏在他们认为前作的问题点上有改善。帕金称赞游戏“智能、吸引人的机制”极其“小说式结构”。《Game Informer》的乔·朱巴称，在《最终幻想XIII》战斗系统上变化后，使其成为他最爱的最终幻想战斗系统，他还称这是“不寻常的”游戏系统。IGN的莱恩·克莱门茨认为，游戏系统较《XIII》有了改进，修正了原来的许多问题。帕里什称《XIII-2》和《XIII》不同，是游戏系统压过了剧情。他称其战斗系统为“一种享受”，并称游戏“永不无趣”。瓦诺德也认为战斗有趣，但他觉得其过于简单。《Edge》的评论比多数评价苛刻，并也认为战斗简单，外加他们认为支线任务不佳，同时某些地区功夫不够，给出了游戏系统令人乏味的结论。
游戏剧情获得糟糕到褒贬不一的评价。帕里什认为剧情令人困惑且对游戏可有可无，而朱巴则称这是一场将游戏“几乎全部所赚给毁掉”的“灾难”。帕金认为角色无力且剧情不够迷人，克莱门茨也称故事单薄，因大多数最终幻想游戏的重心在于情节，他对此表示尤为失望。较之于其他多数人，瓦诺德对角色和剧情的评价则不甚消极，但他对角色的评价是尚好而非很棒。他认为游戏太过聚焦于不太有趣的诺艾尔和塞拉，而非雷霆与凯厄斯，并称故事“半连贯”且数次漏掉动人之处，特别在游戏前半阶段。

## 续作
早在2011年12月史克威尔艾尼克斯注册《最终幻想XIII-3》网站域名时，有关与《最终幻想XIII-2》续作的暗示和传言就开始传播。在当时，公司称这只是个预防措施，并不意味着有此游戏。在游戏以“待续”的结尾发行后，史克威尔艾尼克斯称，选择此结尾是促进玩家探索其它结局，以及即将推出的DLC关卡。但是在最后一个DLC宣布发行后，史克威尔艾尼克斯正式宣布他们未来将发行《最终幻想XIII》相关内容。在2012年8月下旬，为筹备最终幻想25周年活动揭幕的预告片网站“A Storm Gathers”放出了“关键角色雷光之传奇的新方向”的消息。活动中，网站宣布该游戏作品为定于2013年发行的“雷霆归来 最终幻想XIII”，且这会成为《最终幻想XIII》角色雷光的大结局。